# Liste des épisodes de Hayate the Combat Butler
Cette page liste les épisodes des adaptations en version anime du manga Hayate the Combat Butler.

## Saison 1
| No | Titre français | Titre japonais                                                                         | Titre japonais | Date de 1re diffusion |
| No | Titre français | Kanji                                                                                  | Rōmaji | Date de 1re diffusion |
| --- | --- | -------------------------------------------------------------------------------------- | --- | --------------------- |
| 01 | En anglais, "Unmei" se dit Destiny | 運命は、英語で言うとデスティニー                                                       | Unmei wa, Eigo de Iu to Desutinī                                                                                          | 1er avril 2007        |
| 02 | Le manoir de Nagi Sanzenin et un nouveau départ                                                                                       | 三千院ナギの屋敷と、新たなる旅立ち                                                     | Sanzen'in Nagi no Yashiki to, Aratanaru Tabidachi                                                                         | 8 avril 2007          |
| 03 | La bête, le robot et le majordome cet amour plutôt crié sur les toits au centre du monde                                              | 世界の中心でアイを叫んだり叫ばなかったりな獣とロボと執事                               | Sekai no Chūshin de Ai o Sakendari Sakebanakattari na Kedamono to Robo to Shitsuji                                        | 15 avril 2007         |
| 04 | Première mission: Ici Snake. Personne ne répond                                                                                       | はぢめてのおつかい〜こちらスネーク.誰も応答しない                                      | Hajimete no Otsukai ~ Kochira Sunēku. Daremo Ōtō Shinai                                                                   | 22 avril 2007         |
| 05 | Blagues et gentillesses inutiles n'apportent rien de bon                                                                              | 不用意なボケと優しさが不幸を呼ぶ                                                       | Fuyōi na Boke to Yasashisa ga Fukō o Yobu                                                                                 | 29 avril 2007         |
| 06 | Tu as dit que tu pouvais voir le temps, mais c'était probablement ta vie éblouissante                                                 | 時が見えると君は言うけど、たぶんそれは走馬灯                                           | Toki ga Mieru to Kimi wa Iu kedo, Tabun Sore wa Sōmatō                                                                    | 6 mai 2007            |
| 07 | Un combat entre hommes | 男の戦い                                                                               | Otoko no Tatakai | 13 mai 2007           |
| 08 | Le style oreilles de chat vous envoie en Enfer                                                                                        | ネコミミ·モードで地獄行き                                                              | Neko Mimi Mōdo de Jigoku Iki                                                                                              | 20 mai 2007           |
| 09 | Eloim Essaim. Mr. Vache, Mr. Vache ! Qu'est-ce que c'est que ça, Mr. Grenouille ?                                                     | エロイムエッサイム.ウシくんウシくん!なんだいカエルくん?                                | Eroimu Essaimu. Ushi-kun Ushi-kun! Nandai Kaeru-kun?                                                                      | 27 mai 2007           |
| 10 | Le monde bizarre de la haute définition. N'empile pas les jeux et joue avec                                                           | 世にも微妙なハイデフレ.ゲームは積まずにプレイしろ                                      | Yo ni mo Bimyō na Haidefure. Gēmu wa Tsumazu ni Pureishiro                                                                | 3 juin 2007           |
| 11 | Ma vie n'a pas de prix | 僕の命の価値はプライスレス                                                             | Boku no Inochi no Kachi wa Puraisuresu                                                                                    | 10 juin 2007          |
| 12 | Une fois, la police de l'espace nous a appris que la jeunesse est de jamais regarder en arrière                                       | 僕らは昔、宇宙の刑事に若さとは振り向かない事だと教わった                               | Bokura wa Mukashi, Uchū no Keiji ni Wakasa to wa Furimukanai Koto da to Osowatta                                          | 17 juin 2007          |
| 13 | Ceux qui saisissent l'été saisissent la méthode de transfert                                                                          | 夏を制する者は受験を制するらしいっすよ                                                 | Natsu o Seisuru Mono wa Juken o Seisuru Rashiissu yo                                                                      | 24 juin 2007          |
| 14 | Attendez une minute ! Je dois assister à la fête. Faites vite                                                                         | ちょっとちょっと!パーティー行かなあかんねん.早よして、ホント                           | Chotto Chotto! Pātī Ikana Akannen. Hayoshite, Honto                                                                       | 1er juillet 2007      |
| 15 | Samouraï, Chevalier, Mobile Vandam | サムライ、ブシドー、動くヴァンダム                                                     | Samurai, Bushidō, Ugoku Van Damu                                                                                          | 8 juillet 2007        |
| 16 | Je ne perdrais pas même si je perds                                                                                                   | 負けてもマケンドー                                                                     | Maketemo Makendō | 15 juillet 2007       |
| 17 | Je vais donner tout ce que j'ai pour réussir juste pour vous                                                                          | あなたのためにメイっぱいナギ倒します♡                                                  | Anata no Tameni Meippai Nagi Taoshimasu                                                                                   | 22 juillet 2007       |
| 18 | La carte rare est maillot de bain | レアカードは水着です                                                                   | Rea Kādo wa Mizugi Desu                                                                                                   | 29 juillet 2007       |
| 19 | Les affaires personnelles de Saki-san (Version nationale) 2007                                                                        | サキさんのヤボ用 (全国版) 2007                                                         | Saki-san no Yaboyō (Zenkokuban) Nisennana                                                                                 | 5 août 2007           |
| 20 | J'aime les livres, mais en chanson, le grand château sous-marin                                                                       | 本は好きですが、歌え大竜宮城                                                           | Hon wa Suki desu ga, Utae Dairyūgūjō                                                                                      | 12 août 2007          |
| 21 | Même Peter-san en a eu assez | ピーターさんもいい迷惑                                                                 | Pītā-san mo Ii Meiwaku | 19 août 2007          |
| 22 | Qui inventa l'onomatopée "Kapo~n"? C'est merveilleux                                                                                  | カポーンって擬音は誰が考えたんだろう?スゲーよね                                        | Kapōn tte Gion wa Dare ga Kangaetandarō? Sugē yo ne                                                                       | 26 août 2007          |
| 23 | Un professeur de génie, qui n'est pas petit, apparaît                                                                                 | ちびっ子ではない天才先生来たる                                                         | Chibikko de wa nai Tensai Sensei Kitaru                                                                                   | 2 septembre 2007      |
| 24 | Je ne m'étais jamais retrouvé confronté au problème d'être trop populaire                                                             | モテすぎて困る苦労はしたこと無いなぁ〜                                                 | Motesugite Komaru Kurō wa Shita Koto nai nā                                                                               | 9 septembre 2007      |
| 25 | Touche-le au cœur | 心を揺らして                                                                           | Kokoro o Yurashite | 16 septembre 2007     |
| 26 | Il faut 29 minutes pour le livrer, alors s'il vous plaît payez la note nous avions d'abord demandé... C'est un vieux mythe maintenant | お届けまで29分でしたので、規定通りの料金でお支払いお願いします......は、遠い前世紀の話 | Otodoke made Ni Jū Kyū Fun deshita no de, Kitei Dōri no Ryōkin de Oshiharai Onegai Shimasu... wa, Tōi Zenseiki no Hanashi | 23 septembre 2007     |
| 27 | Hayate s'empare de la Terre | ハヤテ大地に立つ                                                                       | Hayate Daichi ni Tatsu | 30 septembre 2007     |
| 28 | Black Hayate | 黒いハヤテ                                                                             | Kuroi Hayate | 7 octobre 2007        |
| 29 | Mariage arrangé | 見合                                                                                   | Miai | 14 octobre 2007       |
| 30 | La jolie demoiselle détective a été témoin ! L'affaire du meurtre du professeur femelle à la source chaude                            | 美人お嬢さま名探偵は見た! 湯けむり女教師殺人事件                                       | Bijin Ojōsama Meitantei wa Mita! Yukemuri Onna Kyōshi Satsujin Jiken                                                      | 21 octobre 2007       |
| 31 | Est-ce que tu aimes les riches et jolies grandes sœurs ?                                                                              | お金持ちでキレイなお姉さんは好きですか?                                                | Okane Mochi de Kirei na Onee-san wa Suki desu ka?                                                                         | 28 octobre 2007       |
| 32 | Bienvenue chasseuse de démons Isumi, et Nabeshin                                                                                      | 魔物ハンターようこそ伊澄、とナベシン                                                   | Mamono Hantā Yōkoso Isumi, to Nabeshin                                                                                    | 4 novembre 2007       |
| 33 | Fête de l'école première partie: Pourquoi ?                                                                                           | なぜだ?!学院文化祭·前編                                                                | Naze da?! Gakuin Bunkasai Zenpen                                                                                          | 11 novembre 2007      |
| 34 | Fête de l'école deuxième partie | なぜ死んだ?!学院文化祭·後編                                                            | Naze Shin da?! Gakuin Bunkasai Kōhen                                                                                      | 18 novembre 2007      |
| 35 | À voir : Guide automne 2007 de tous les coins branchés pour couples d'ados.                                                           | 必見!ナウなヤングのための最新オシャレデートスポット完全ガイド2007秋                    | Hikken! Nau na Yangu no Tame no Saishin Oshare Dēto Supotto Kanzen Gaido 2007 Aki                                         | 25 novembre 2007      |
| 36 | Klaus est japonais car son nom s'écrit 倉臼                                                                                           | クラウスは倉臼と書いて日本人                                                           | Kurausu wa Kurausu to Kaite Nihonjin                                                                                      | 2 décembre 2007       |
| 37 | Je veux redevenir une fille normale, mais achetez ma chanson s'il-vous-plaît !                                                        | 普通の女の子に戻りたい、でもキャラソンは買ってね♥                                      | Futsū no Onna no Ko ni Modoritai, demo Kyarason wa Katte ne ♥                                                             | 9 décembre 2007       |
| 38 | Hayate en danger ! | 危うしハヤテ!機能完全停止!!                                                            | Ayaushi Hayate! Kinō Kanzen Teishi!!                                                                                      | 16 décembre 2007      |
| 39 | Amis sages, glorifiez le majordome endetté.                                                                                           | よいこの友達 借金執事万才!                                                             | Yoi Ko no Tomodachi Shakkin Shitsuji Banzai!                                                                              | 23 décembre 2007      |
| 40 | Osechi c'est bien, mais hayate c'est mieux !                                                                                          | おせちもいいけどハヤテもね                                                             | Osechi mo Ii kedo Hayate mo ne                                                                                            | 6 janvier 2008        |
| 41 | Adieu professeur (désespoir)! Spécial fin d'année.                                                                                    | 先生さよなら絶望〜卒業スペシャル                                                       | Sensei Sayonara Zetsubō ~ Sotsugyō Supesharu                                                                              | 13 janvier 2008       |
| 42 | Comme les chiens, rats et bullbogs.                                                                                                   | それは犬と鼠とブルドッグのように                                                       | Sore wa Inu to Nezumi to Burudoggu no Yō ni                                                                               | 20 janvier 2008       |
| 43 | Technologie poséidon, générateur gavas.                                                                                               | ポセイドンアドバンス ジェネレイターガバス                                              | Poseidon Adobansu Jenereitā Gabasu                                                                                        | 27 janvier 2008       |
| 44 | Le mystère du taux d'emploi à 120%.                                                                                                   | 就職率120パーセントの謎(仮)                                                            | Shūshokuritsu 120 Pāsento no Nazo (Kari)                                                                                  | 3 février 2008        |
| 45 | Le jour de février où l'on remercia Maria-san.                                                                                        | 二月のマリアさん感謝デー! ですわ♥                                                      | Nigatsu no Maria-san Kansha Dē! Desu wa ♥                                                                                 | 10 février 2008       |
| 46 | Et son nom est Wataru le super lanceur !                                                                                              | 奴の名は魔球投手ワタル!!!                                                              | Yatsu no Na wa Makyū Tōshu Wataru!!!                                                                                      | 17 février 2008       |
| 47 | Amuro avait effectivement un endroit où retourner mais...                                                                             | そりゃ安室には帰れる場所があったでしょうけど...                                        | Sorya Amuro ni wa Kaereru Basho ga Atta Deshō Kedo...                                                                     | 24 février 2008       |
| 48 | Hina Love. | ヒナ♥ラブ                                                                              | Hina ♥ Rabu | 2 mars 2008           |
| Le titre n'est pas traduit en français car cela détruirait le jeu de mots (qui est très dur de trouver) | |                                                                                        | |                       |
| 49 | Discussion banale. | 普通の話                                                                               | Futsū no Hanashi | 9 mars 2008           |
| 50 | Quiz ! Lisez "ennemi" mais prononcez "ami"                                                                                            | クイズ!宿敵と書いて友と読む!!                                                          | Kuizu! Shukuteki to Kaite Tomo to Yomu!!                                                                                  | 16 mars 2008          |
| 51 | Le printemps. | 春                                                                                     | Haru | 23 mars 2008          |
| 52 | Dans la folie des rêves. | Radical Dreamers                                                                       | Radical Dreamers | 30 mars 2008          |

## Saison 2
| No | Titre anglais                                          | Titre japonais                         | Titre japonais                                   | Date de 1re diffusion |
| No | Titre anglais                                          | Kanji                                  | Rōmaji                                           | Date de 1re diffusion |
| -- | ------------------------------------------------------ | -------------------------------------- | ------------------------------------------------ | --------------------- |
| 01 | The Forbidden Freestyle Marathon!                      | 禁断のマラソン自由形!                  | Kindan no Marason Jiyūgata!                      | 3 avril 2009          |
| 02 | Tiger of Money                                         | マネーのとら                           | Manē no Tora                                     | 10 avril 2009         |
| 03 | There is No Legend After All                           | そして伝説にならない                   | Soshite Densetsu ni Naranai                      | 17 avril 2009         |
| 04 | You're Just Like Me                                    | 君は僕に似ている                       | Kimi wa Boku ni Niteiru                          | 24 avril 2009         |
| 05 | Heart to Heart                                         | Heart to Heart                         | Heart to Heart                                   | 1er mai 2009          |
| 06 | Your Place                                             | おまえンち                             | Omaenchi                                         | 8 mai 2009            |
| 07 | Half-Baked Jealousy                                    | やきもちとか焼かれたてジャぱん         | Yakimochi to ka Yakaretate Japan                 | 15 mai 2009           |
| 08 | Shiranui is Here                                       | シラヌイがやってきた                   | Shiranui ga Yattekita                            | 22 mai 2009           |
| 09 | What a Girl's Heart Yearns For...                      | 乙女心が求めるものは......             | Otomegokoro ga Motomeru Mono wa...               | 29 mai 2009           |
| 10 | Where's the Present?                                   | プレゼントの行方                       | Purezento no Yukue                               | 5 juin 2009           |
| 11 | Here Comes the Hinamatsuri                             | ヒナ祭りの頃に                         | Hinamatsuri no Koro ni                           | 12 juin 2009          |
| 12 | Cruel Big Foolish Guy's Thesis                         | 残酷な大馬鹿野郎のテーゼ               | Zankoku na Ōbaka Yarō no Tēze                    | 19 juin 2009          |
| 13 | Feeling of Freedom                                     | Feeling of Freedom                     | Feeling of Freedom                               | 26 juin 2009          |
| 14 | The Saginomiya Resident's Relatives                    | 鷺ノ宮家の一族                         | Saginomiya-ke no Ichizoku                        | 3 juillet 2009        |
| 15 | What Happens at Shimoda Onsen                          | 下田温泉湯けむり旅情                   | Shinoda Onsen Yukemuri Ryojō                     | 10 juillet 2009       |
| 16 | Stardust Memory                                        | スターダストメモリー                   | Sutādasuto Memorī                                | 17 juillet 2009       |
| 17 | Under the Cherry Blossoms                              | 桜の下で                               | Sakura no Shita de                               | 24 juillet 2009       |
| 18 | People Who Never Learn on White Day                    | ホワイトデーの懲りない人々             | Howaito Dē no Korinai Hitobito                   | 31 juillet 2009       |
| 19 | Aim for the King!                                      | 王者をねらえ！                         | Ōja o Nerae!                                     | 7 août 2009           |
| 20 | I Couldn't Do the maid Spin                            | メイドターンができなくて               | Meido Tān ga Dekinakute                          | 14 août 2009          |
| 21 | Somehow Our Own Cat is the Very Cutest                 | なんだかんだで自分ちの猫が一番かわいい | Nandakanda de Jibunchi no Neko ga Ichiban Kawaii | 21 août 2009          |
| 22 | Keep On Dreaming                                       | Keep On Dreaming                       | Keep On Dreaming                                 | 28 août 2009          |
| 23 | Our Destination                                        | 僕たちの行方                           | Bokutachi no Yukue                               | 4 septembre 2009      |
| 24 | Distance                                               | Distance                               | Distance                                         | 11 septembre 2009     |
| 25 | Because It's a Story About a Young Lady and Her Butler | 執事とお嬢様の話ですから               | Shitsuji to Ojō-sama no Hanashi desu kara        | 18 septembre 2009     |

## Saison 3
| No | Titre français | Titre japonais | Titre japonais | Date de 1re diffusion |
| No | Titre français | Kanji          | Rōmaji         | Date de 1re diffusion |
| -- | -------------- | -------------- | -------------- | --------------------- |
| 01 | Première Nuit  | 第一夜         | Dai'ichiya     | 4 octobre 2012        |
| 02 | Deuxième Nuit  | 第二夜         | Dainiya        | 11 octobre 2012       |
| 03 | Troisième Nuit | 第三夜         | Daisan'ya      | 18 octobre 2012       |
| 04 | Quatrième Nuit | 第四夜         | Daiyon'ya      | 25 octobre 2012       |
| 05 | Cinquième Nuit | 第五夜         | Daigoya        | 1er novembre 2012     |
| 06 | Sixième Nuit   | 第六夜         | Dairokuya      | 8 novembre 2012       |
| 07 | Septième Nuit  | 第七夜         | Dainanaya      | 15 novembre 2012      |
| 08 | Huitième Nuit  | 第八夜         | Daihachiya     | 22 novembre 2012      |
| 09 | Neuvième Nuit  | 第九夜         | Daikyūya       | 29 novembre 2012      |
| 10 | Dixième Nuit   | 第十夜         | Daijūya        | 6 décembre 2012       |
| 11 | Onzième Nuit   | 第十一夜       | Daijūichiya    | 13 décembre 2012      |
| 12 | Dernière Nuit  | 最終夜         | Saishūya       | 20 décembre 2012      |

## Saison 4
| No | Titre français                       | Titre japonais             | Titre japonais                       | Date de 1re diffusion |
| No | Titre français                       | Kanji                      | Rōmaji                               | Date de 1re diffusion |
| -- | ------------------------------------ | -------------------------- | ------------------------------------ | --------------------- |
| 01 | Hayate Ayasaki                       | 綾崎ハヤテ                 | Ayasaki Hayate                       | 8 avril 2013          |
| 02 | Nagi Sanzen'in                       | 三千院ナギ                 | Sanzen'in Nagi                       | 15 avril 2013         |
| 03 | Athene Ten'nousu                     | 天王州アテネ               | Ten'nousu Atene                      | 22 avril 2013         |
| 04 | Isumi Saginomiya et Sakuya Aizawa    | 鷺ノ宮伊澄と愛沢咲夜       | Saginomiya Isumi to Aizawa Sakuya    | 29 avril 2013         |
| 05 | Hinagiku Katsura                     | 桂ヒナギク                 | Katsura Hinagiku                     | 6 mai 2013            |
| 06 | Izumi Segawa et les 2 autres filles  | 瀬川泉と他2人              | Segawa Izumi to Hoka futari          | 13 mai 2013           |
| 07 | Ruka Suirenji                        | 水蓮寺ルカ                 | Suirenji Ruka                        | 27 mai 2013           |
| 08 | Ayumu Nishizawa                      | 西沢歩                     | Nishizawa Ayumu                      | 3 juin 2013           |
| 09 | Chiharu Harukaze et Kayura Tsurugino | 春風千桜と剣野カユラ       | Harukaze Chiharu to Tsurugino Kayura | 10 juin 2013          |
| 10 | Maria                                | マリア                     | Maria                                | 17 juin 2013          |
| 11 | Qui va frapper la porte?             | ドアをノックするのは誰だ？ | Doa wo nokku suru nowa Dare da?      | 24 juin 2013          |
| 12 |                                      | 愛し愛されて生きるのさ     | Itoshi aisarete ikirunosa            | 1er juillet 2013      |